# 高松Aloha
高松Aloha（日语：／ Takamatsu Aloha，2000年10月26日—）是日本演員、舞者，出生于神奈川縣。隸屬於星塵傳播製作部3部，為音樂團體超特急的成員，擔任主舞者，團體內代表顏色為綠松色。團體活動時使用另一個藝名ALOHA。

## 演艺经历
- 2016年，他在近藤耀司兄弟选拔赛中被选入决赛[2]。
- 2016年，在愛貝克思集團旗下的舞蹈學校學習時，被選為舞蹈學員選拔團體「dino」的成員。並在當時與現為同團體成員的志村秀哉認識[3]。
- 2018年，他通过星塵傳播 Girls & Boys Audition2018 試鏡並正式进入演藝圈。
- 2018年 - 2020年，作為「BATTLE BOYS（日语：EBiDAN#EBiDAN研究生と派生ユニット）」與9人組男女混合歌舞團體「DAN⇄JYO（日语：DAN⇄JYO）」的隊長進行演藝活動[4]。
- 2022年8月8日、經過超特急新成員徵選計畫「超特急募」，成為該團體的新成員[5]。
- 2023年6月，在《4月的東京...》首次主演电视剧[6]。

## 人物简介
- 爱好：滑板、滑雪、网球[1]
- 從小學習各式舞蹈。特长為舞蹈與特技表演。[1]
- 本名為髙松アロハ勇人，但為何不是混血卻有中間名本人並沒有做過說明。加入星塵傳播後皆使用藝名髙松 アロハ[7]。
- 跑步很快，在2023年5月27日於AbemaTV上播出的GENERATIONS from EXILE TRIBE主持的節目【GENERATIONS高校TV】中30公尺競速賽跑與關口Mandy平手完賽。

## 演出作品

### 电视剧
- FAKE MOTION-卓球の王將-（日语：FAKE MOTION -卓球の王将-）（2020年4月9日 - 5月27日、日本電視台）- 飾演 槇原遊
- 涅墨西斯 第2集（2021年4月18日、日本電視台）
- 寺西一浩ドラマ〜人生いろいろ〜（2021年7月9日 - 9月24日、TOKYO MX） - 飾演 岸田剛
- 假面騎士REVICE 第17 - 18集（2022年1月9日・16日、朝日电视台）
- 超特急，拯救地球（日语：超特急、地球を救え。） （2022年9月6日 东京电视台、TV北海道、濑户内电视台、TVQ九州放送）（2022年9月9日 大阪电视台） - 饰演 Aloha(本人)
- 君との朝食は決めている（2023年3月25日 - 、富士電視台TWO） - 飾演 裕[8]
  - 口説き文句は決めている（2023年4月12日 - 、ひかりTVチャンネル）[8]
- 4月的東京…（日语：4月の東京は…#テレビドラマ）（2023年6月16日 - 8月4日、MBS） - 主演 石原蓮（與櫻井佑樹（日语：櫻井佑樹）雙主演）[9]
- 歡迎光臨自助洗衣店 第二季 第9集（2023年8月30日、東京電視台）
- 我家律師很麻煩 第3集（2023年10月27日、富士電視台）- 飾演 安蘭
- 第二次戀愛才完美（日语：恋をするなら二度目が上等#テレビドラマ）（2024年3月6日－4月10日、MBS）- 飾演 白石優人[10]
- 初次見面你好，請跟我離婚（日语：初めましてこんにちは、離婚してください）（2024年11月8日 - 、MBS）- 飾演 税所羽澄
- 純喫茶つながり、閉店します 第1集（2024年3月1日、テレビ愛知） - 飾演 成田祥吾
- 社畜人（日语：社畜人ヤブー）（2025年4月4日 - 、BS松竹東急） - 飾演 高柳星翔

### 电影
- HIGH & LOW THE WORST X （2022年9月9日，松竹）
- 劇場版　人生いろいろ (2022年9月16日、HumanPictures Inc.)　- 飾演 岸田剛
- 純愛上等！（預定2026年上映、S・D・P） - 主演 亀井円（與山中柔太朗為雙主演）

### 舞台
- FAKE MOTION 2021 SS LIVE SHOW（日语：FAKE MOTION -卓球の王将-#ライブ）（2021年3月25日・26日） - 飾演 槇原遊
- LIVE STAGE「 花樣滑冰Stars 」（2021年10月22日 - 31日）- 飾演 城ノ内颯太
- バンク・バン・レッスン（2024年2月9日）－嘉賓出演